# NBLxNBA
NBLxNBA ist eine Serie von Basketballspielen zwischen der australasischen National Basketball League und der nordamerikanischen National Basketball Association. Sie begann im Jahr 2017 und wird unregelmäßig fortgesetzt. Die Spiele finden immer im September/Oktober des Jahres statt.

## 2025
| 3. Oktober 2025 |  | New Orleans Pelicans | - | Melbourne United | Rod Laver Arena, Melbourne |
| 3. Oktober 2025 |  |                      |   |                  | Rod Laver Arena, Melbourne |
| 3. Oktober 2025 |  |                      |   |                  | Rod Laver Arena, Melbourne |
| 3. Oktober 2025 |  |                      |   |                  | Rod Laver Arena, Melbourne |

| 5. Oktober 2025 |  | New Orleans Pelicans | - | South East Melbourne Phoenix | Rod Laver Arena, Melbourne |
| 5. Oktober 2025 |  |                      |   |                              | Rod Laver Arena, Melbourne |
| 5. Oktober 2025 |  |                      |   |                              | Rod Laver Arena, Melbourne |
| 5. Oktober 2025 |  |                      |   |                              | Rod Laver Arena, Melbourne |

## 2024
| 4. Oktober 2024 19:00 | boxscore report | New Zealand Breakers                                                          | 87 – 116 | Utah Jazz                                                | Delta Center, Salt Lake City Zuschauer: 14.121 Schiedsrichter: Tony Brothers, Karl Lane, Chelisa Painter | NBA League Pass |
| 4. Oktober 2024 19:00 | boxscore report | Punkte pro Viertel: 29:29, 18:34, 23:27, 17:26                                |          |                                                          | Delta Center, Salt Lake City Zuschauer: 14.121 Schiedsrichter: Tony Brothers, Karl Lane, Chelisa Painter | NBA League Pass |
| 4. Oktober 2024 19:00 | boxscore report | Punkte: Jackson-Cartwright 16 Rebounds: López 7 Assists: Jackson-Cartwright 9 |          | Punkte: Juzang 19 Rebounds: Kessler 9 Assists: Collier 6 | Delta Center, Salt Lake City Zuschauer: 14.121 Schiedsrichter: Tony Brothers, Karl Lane, Chelisa Painter | NBA League Pass |
| 4. Oktober 2024 19:00 | boxscore report |                                                                               |          |                                                          | Delta Center, Salt Lake City Zuschauer: 14.121 Schiedsrichter: Tony Brothers, Karl Lane, Chelisa Painter | NBA League Pass |

| 7. Oktober 2024 19:00 | boxscore report | New Zealand Breakers                                                    | 84 – 139 | Philadelphia 76ers                                                     | Wells Fargo Center, Philadelphia Zuschauer: 19.767 Schiedsrichter: Scott Twardoski, Gediminas Petraitis, Pat O'Connell | NBA League Pass |
| 7. Oktober 2024 19:00 | boxscore report | Punkte pro Viertel: 19:40, 26:42, 23:31, 16:26                          |          |                                                                        | Wells Fargo Center, Philadelphia Zuschauer: 19.767 Schiedsrichter: Scott Twardoski, Gediminas Petraitis, Pat O'Connell | NBA League Pass |
| 7. Oktober 2024 19:00 | boxscore report | Punkte: Jackson-Cartwright 26 Rebounds: Gillespie 6 Assists: McCarron 3 |          | Punkte: vier Spieler 15 Rebounds: Drummond, McCain 9 Assists: Dowtin 6 | Wells Fargo Center, Philadelphia Zuschauer: 19.767 Schiedsrichter: Scott Twardoski, Gediminas Petraitis, Pat O'Connell | NBA League Pass |
| 7. Oktober 2024 19:00 | boxscore report |                                                                         |          |                                                                        | Wells Fargo Center, Philadelphia Zuschauer: 19.767 Schiedsrichter: Scott Twardoski, Gediminas Petraitis, Pat O'Connell | NBA League Pass |

| 10. Oktober 2024 20:00 | boxscore report | New Zealand Breakers                                                  | 89 – 117 | Oklahoma City Thunder                                  | BOK Center, Tulsa Schiedsrichter: Mark Lindsay, Brandon Adair, Ashley Moyer-Gleich | NBA League Pass |
| 10. Oktober 2024 20:00 | boxscore report | Punkte pro Viertel: 36:34, 24:26, 16:24, 13:33                        |          |                                                        | BOK Center, Tulsa Schiedsrichter: Mark Lindsay, Brandon Adair, Ashley Moyer-Gleich | NBA League Pass |
| 10. Oktober 2024 20:00 | boxscore report | Punkte: Mooney 19 Rebounds: Gillespie 8 Assists: Jackson-Cartwright 8 |          | Punkte: Flagler 25 Rebounds: Jones 13 Assists: Dieng 9 | BOK Center, Tulsa Schiedsrichter: Mark Lindsay, Brandon Adair, Ashley Moyer-Gleich | NBA League Pass |
| 10. Oktober 2024 20:00 | boxscore report |                                                                       |          |                                                        | BOK Center, Tulsa Schiedsrichter: Mark Lindsay, Brandon Adair, Ashley Moyer-Gleich | NBA League Pass |

## 2023
| 10. Oktober 2023 19:00 | boxscore report | Cairns Taipans                                           | 82 – 145 | Washington Wizards                                     | Capital One Arena, Washington, D.C. Zuschauer: 6.856 Schiedsrichter: Bill Kennedy, Marat Kogut, Tyler Mirkovich | Kayo Freebies |
| 10. Oktober 2023 19:00 | boxscore report | Punkte pro Viertel: 23:44, 23:38, 22:34, 14:29           |          |                                                        | Capital One Arena, Washington, D.C. Zuschauer: 6.856 Schiedsrichter: Bill Kennedy, Marat Kogut, Tyler Mirkovich | Kayo Freebies |
| 10. Oktober 2023 19:00 | boxscore report | Punkte: Gak 17 Rebounds: Roberts 10 Assists: Armstrong 8 |          | Punkte: Kuzma 22 Rebounds: Gafford 8 Assists: Wright 6 | Capital One Arena, Washington, D.C. Zuschauer: 6.856 Schiedsrichter: Bill Kennedy, Marat Kogut, Tyler Mirkovich | Kayo Freebies |
| 10. Oktober 2023 19:00 | boxscore report |                                                          |          |                                                        | Capital One Arena, Washington, D.C. Zuschauer: 6.856 Schiedsrichter: Bill Kennedy, Marat Kogut, Tyler Mirkovich | Kayo Freebies |

| 10. Oktober 2023 19:00 | boxscore report | New Zealand Breakers                                                    | 66 – 106 | Portland Trail Blazers                                   | Moda Center, Portland Zuschauer: 12.694 Schiedsrichter: Justin Van Duyne, Mousa Dagher, John Butler | NBA League Pass |
| 10. Oktober 2023 19:00 | boxscore report | Punkte pro Viertel: 23:23, 16:25, 11:20, 16:38                          |          |                                                          | Moda Center, Portland Zuschauer: 12.694 Schiedsrichter: Justin Van Duyne, Mousa Dagher, John Butler | NBA League Pass |
| 10. Oktober 2023 19:00 | boxscore report | Punkte: Jackson-Cartwright 19 Rebounds: Cheatham 10 Assists: Cheatham 4 |          | Punkte: Simons 14 Rebounds: Brown 8 Assists: Henderson 6 | Moda Center, Portland Zuschauer: 12.694 Schiedsrichter: Justin Van Duyne, Mousa Dagher, John Butler | NBA League Pass |
| 10. Oktober 2023 19:00 | boxscore report |                                                                         |          |                                                          | Moda Center, Portland Zuschauer: 12.694 Schiedsrichter: Justin Van Duyne, Mousa Dagher, John Butler | NBA League Pass |

| 15. Oktober 2023 18:00 | boxscore report | Cairns Taipans                                          | 93 – 134 | Toronto Raptors                                                  | Scotiabank Arena, Toronto Zuschauer: 18.141 Schiedsrichter: Courtney Kirkland, Eric Dalen, Robert Hussey | Kayo Freebies |
| 15. Oktober 2023 18:00 | boxscore report | Punkte pro Viertel: 17:38, 27:33, 39:33, 10:30          |          |                                                                  | Scotiabank Arena, Toronto Zuschauer: 18.141 Schiedsrichter: Courtney Kirkland, Eric Dalen, Robert Hussey | Kayo Freebies |
| 15. Oktober 2023 18:00 | boxscore report | Punkte: Miller 22 Rebounds: Roberts 9 Assists: Payton 7 |          | Punkte: Freeman-Liberty 15 Rebounds: Boucher 8 Assists: Siakam 5 | Scotiabank Arena, Toronto Zuschauer: 18.141 Schiedsrichter: Courtney Kirkland, Eric Dalen, Robert Hussey | Kayo Freebies |
| 15. Oktober 2023 18:00 | boxscore report |                                                         |          |                                                                  | Scotiabank Arena, Toronto Zuschauer: 18.141 Schiedsrichter: Courtney Kirkland, Eric Dalen, Robert Hussey | Kayo Freebies |

| 16. Oktober 2023 19:00 | boxscore report | New Zealand Breakers                                           | 94 – 114 | Utah Jazz                                                    | Delta Center, Salt Lake City Zuschauer: 14.190 Schiedsrichter: J.T. Orr, Gediminas Petraitis, Jenna Reneau | Kayo Freebies |
| 16. Oktober 2023 19:00 | boxscore report | Punkte pro Viertel: 11:31, 32:28, 22:25, 29:30                 |          |                                                              | Delta Center, Salt Lake City Zuschauer: 14.190 Schiedsrichter: J.T. Orr, Gediminas Petraitis, Jenna Reneau | Kayo Freebies |
| 16. Oktober 2023 19:00 | boxscore report | Punkte: Lamb 23 Rebounds: Lamb 7 Assists: Jackson-Cartwright 6 |          | Punkte: Markkanen 15 Rebounds: Markkanen 7 Assists: Juzang 4 | Delta Center, Salt Lake City Zuschauer: 14.190 Schiedsrichter: J.T. Orr, Gediminas Petraitis, Jenna Reneau | Kayo Freebies |
| 16. Oktober 2023 19:00 | boxscore report |                                                                |          |                                                              | Delta Center, Salt Lake City Zuschauer: 14.190 Schiedsrichter: J.T. Orr, Gediminas Petraitis, Jenna Reneau | Kayo Freebies |

## 2022
| 2. Oktober 2022 21:00 | boxscore | Adelaide 36ers                                                  | 134 – 124 | Phoenix Suns                                          | Footprint Center, Phoenix Zuschauer: 15.152 Schiedsrichter: Bill Kennedy, Justin Van Duyne, Dannica Mosher |
| 2. Oktober 2022 21:00 | boxscore | Punkte pro Viertel: 33:28, 38:31, 25:31, 38:34                  |           |                                                       | Footprint Center, Phoenix Zuschauer: 15.152 Schiedsrichter: Bill Kennedy, Justin Van Duyne, Dannica Mosher |
| 2. Oktober 2022 21:00 | boxscore | Punkte: Randall II 35 Rebounds: McCarron 9 Assists: McCarron 16 |           | Punkte: Payne 23 Rebounds: Bridges 7 Assists: Paul 12 | Footprint Center, Phoenix Zuschauer: 15.152 Schiedsrichter: Bill Kennedy, Justin Van Duyne, Dannica Mosher |
| 2. Oktober 2022 21:00 | boxscore |                                                                 |           |                                                       | Footprint Center, Phoenix Zuschauer: 15.152 Schiedsrichter: Bill Kennedy, Justin Van Duyne, Dannica Mosher |

| 6. Oktober 2022 20:00 | boxscore | Adelaide 36ers                                                 | 98 – 131 | Oklahoma City Thunder                                             | Paycom Center, Oklahoma City Schiedsrichter: Pat Fraher, Derrick Collins, Jenna Schroeder |
| 6. Oktober 2022 20:00 | boxscore | Punkte pro Viertel: 16:35, 27:38, 27:35, 28:23                 |          |                                                                   | Paycom Center, Oklahoma City Schiedsrichter: Pat Fraher, Derrick Collins, Jenna Schroeder |
| 6. Oktober 2022 20:00 | boxscore | Punkte: Randall II 27 Rebounds: Franks 7 Assists: Randall II 8 |          | Punkte: Mann 26 Rebounds: Williams 12 Assists: Giddey, Williams 6 | Paycom Center, Oklahoma City Schiedsrichter: Pat Fraher, Derrick Collins, Jenna Schroeder |
| 6. Oktober 2022 20:00 | boxscore |                                                                |          |                                                                   | Paycom Center, Oklahoma City Schiedsrichter: Pat Fraher, Derrick Collins, Jenna Schroeder |

## 2019
| 5. Oktober 2019 19:00 | boxscore report | Adelaide 36ers                                           | 81 – 133 | Utah Jazz                                                          | Vivint Smart Home Arena, Salt Lake City Zuschauer: 18.306 Schiedsrichter: Derek Richardson, Ken Mauer, Phenizee Ransom | SBS on Demand |
| 5. Oktober 2019 19:00 | boxscore report | Punkte pro Viertel: 18:28, 21:32, 24:44, 18:29           |          |                                                                    | Vivint Smart Home Arena, Salt Lake City Zuschauer: 18.306 Schiedsrichter: Derek Richardson, Ken Mauer, Phenizee Ransom | SBS on Demand |
| 5. Oktober 2019 19:00 | boxscore report | Punkte: Randle 18 Rebounds: Froling 11 Assists: Dillon 4 |          | Punkte: Bradley 18 Rebounds: Bradley 10 Assists: Ingles, O'Neale 6 | Vivint Smart Home Arena, Salt Lake City Zuschauer: 18.306 Schiedsrichter: Derek Richardson, Ken Mauer, Phenizee Ransom | SBS on Demand |
| 5. Oktober 2019 19:00 | boxscore report |                                                          |          |                                                                    | Vivint Smart Home Arena, Salt Lake City Zuschauer: 18.306 Schiedsrichter: Derek Richardson, Ken Mauer, Phenizee Ransom | SBS on Demand |

| 8. Oktober 2019 19:00 | boxscore report | New Zealand Breakers                                     | 94 – 108 | Memphis Grizzlies                                                    | FedExForum, Memphis Zuschauer: 10.259 Schiedsrichter: Derrick Collins, Michael Smith, CJ Washington | SBS on Demand |
| 8. Oktober 2019 19:00 | boxscore report | Punkte pro Viertel: 14:27, 22:28, 29:22, 29:31           |          |                                                                      | FedExForum, Memphis Zuschauer: 10.259 Schiedsrichter: Derrick Collins, Michael Smith, CJ Washington | SBS on Demand |
| 8. Oktober 2019 19:00 | boxscore report | Punkte: Webster 19 Rebounds: Hopson 8 Assists: Webster 8 |          | Punkte: Jackson Jr., Allen 18 Rebounds: Clarke 12 Assists: Morant 10 | FedExForum, Memphis Zuschauer: 10.259 Schiedsrichter: Derrick Collins, Michael Smith, CJ Washington | SBS on Demand |
| 8. Oktober 2019 19:00 | boxscore report |                                                          |          |                                                                      | FedExForum, Memphis Zuschauer: 10.259 Schiedsrichter: Derrick Collins, Michael Smith, CJ Washington | SBS on Demand |

| 10. Oktober 2019 19:00 | boxscore report | New Zealand Breakers                                               | 84 – 110 | Oklahoma City Thunder                                   | Chesapeake Energy Arena, Oklahoma City Schiedsrichter: Derrick Collins, Brett Nansel, Michael Smith | SBS on Demand |
| 10. Oktober 2019 19:00 | boxscore report | Punkte pro Viertel: 15:29, 20:33, 22:28, 27:20                     |          |                                                         | Chesapeake Energy Arena, Oklahoma City Schiedsrichter: Derrick Collins, Brett Nansel, Michael Smith | SBS on Demand |
| 10. Oktober 2019 19:00 | boxscore report | Punkte: Loe 19 Rebounds: Hopson, Majok 6 Assists: Hampton, Henry 5 |          | Punkte: Adams 19 Rebounds: Adams 10 Assists: Schröder 6 | Chesapeake Energy Arena, Oklahoma City Schiedsrichter: Derrick Collins, Brett Nansel, Michael Smith | SBS on Demand |
| 10. Oktober 2019 19:00 | boxscore report |                                                                    |          |                                                         | Chesapeake Energy Arena, Oklahoma City Schiedsrichter: Derrick Collins, Brett Nansel, Michael Smith | SBS on Demand |

| 13. Oktober 2019 12:30 | boxscore report | Melbourne United                                       | 100 – 118 | Los Angeles Clippers                                     | STAPLES Center, Los Angeles Zuschauer: 10.181 Schiedsrichter: Brandon Adair, Tre Maddox, Bill Spooner | SBS on Demand |
| 13. Oktober 2019 12:30 | boxscore report | Punkte pro Viertel: 24:18, 27:29, 20:43, 29:28         |           |                                                          | STAPLES Center, Los Angeles Zuschauer: 10.181 Schiedsrichter: Brandon Adair, Tre Maddox, Bill Spooner | SBS on Demand |
| 13. Oktober 2019 12:30 | boxscore report | Punkte: Trimble 22 Rebounds: Long 9 Assists: Trimble 6 |           | Punkte: Harrell 22 Rebounds: Zubac 8 Assists: Williams 7 | STAPLES Center, Los Angeles Zuschauer: 10.181 Schiedsrichter: Brandon Adair, Tre Maddox, Bill Spooner | SBS on Demand |
| 13. Oktober 2019 12:30 | boxscore report |                                                        |           |                                                          | STAPLES Center, Los Angeles Zuschauer: 10.181 Schiedsrichter: Brandon Adair, Tre Maddox, Bill Spooner | SBS on Demand |

| 16. Oktober 2019 19:00 | boxscore report | Melbourne United                                         | 110 – 124 | Sacramento Kings                                                        | Golden 1 Center, Sacramento Zuschauer: 10.534 Schiedsrichter: J.T. Orr, CJ Washington, Sean Wright | SBS on Demand |
| 16. Oktober 2019 19:00 | boxscore report | Punkte pro Viertel: 28:31, 21:29, 23:39, 38:25           |           |                                                                         | Golden 1 Center, Sacramento Zuschauer: 10.534 Schiedsrichter: J.T. Orr, CJ Washington, Sean Wright | SBS on Demand |
| 16. Oktober 2019 19:00 | boxscore report | Punkte: Goulding 25 Rebounds: Long 15 Assists: Trimble 6 |           | Punkte: Bagley III 30 Rebounds: Bagley III 14 Assists: Ferrell, Hield 6 | Golden 1 Center, Sacramento Zuschauer: 10.534 Schiedsrichter: J.T. Orr, CJ Washington, Sean Wright | SBS on Demand |
| 16. Oktober 2019 19:00 | boxscore report |                                                          |           |                                                                         | Golden 1 Center, Sacramento Zuschauer: 10.534 Schiedsrichter: J.T. Orr, CJ Washington, Sean Wright | SBS on Demand |

## 2018
| 28. September 2018 19:00 | boxscore | Melbourne United                                              | 84 – 104 | Philadelphia 76ers                                        | Wells Fargo Center, Philadelphia Schiedsrichter: Ed Malloy, Mark Lindsay, Aaron Smith | ESPN |
| 28. September 2018 19:00 | boxscore | Punkte pro Viertel: 21:34, 21:22, 22:25, 20:23                |          |                                                           | Wells Fargo Center, Philadelphia Schiedsrichter: Ed Malloy, Mark Lindsay, Aaron Smith | ESPN |
| 28. September 2018 19:00 | boxscore | Punkte: Pledger, Ware 19 Rebounds: Pledger 13 Assists: Ware 5 |          | Punkte: Embiid 20 Rebounds: Embiid 10 Assists: Simmons 14 | Wells Fargo Center, Philadelphia Schiedsrichter: Ed Malloy, Mark Lindsay, Aaron Smith | ESPN |
| 28. September 2018 19:00 | boxscore |                                                               |          |                                                           | Wells Fargo Center, Philadelphia Schiedsrichter: Ed Malloy, Mark Lindsay, Aaron Smith | ESPN |

| 29. September 2018 19:00 | boxscore | Perth Wildcats                                     | 72 – 130 | Utah Jazz                                                    | Vivint Smart Home Arena, Salt Lake City Zuschauer: 17.685 Schiedsrichter: Rodney Mott, Tre Maddox, Brett Nansel | ESPN2 |
| 29. September 2018 19:00 | boxscore | Punkte pro Viertel: 13:44, 21:31, 11:25, 27:30     |          |                                                              | Vivint Smart Home Arena, Salt Lake City Zuschauer: 17.685 Schiedsrichter: Rodney Mott, Tre Maddox, Brett Nansel | ESPN2 |
| 29. September 2018 19:00 | boxscore | Punkte: Cotton 14 Rebounds: Vague 7 Assists: Kay 3 |          | Punkte: Allen 19 Rebounds: Bradley, Gobert 9 Assists: Exum 6 | Vivint Smart Home Arena, Salt Lake City Zuschauer: 17.685 Schiedsrichter: Rodney Mott, Tre Maddox, Brett Nansel | ESPN2 |
| 29. September 2018 19:00 | boxscore |                                                    |          |                                                              | Vivint Smart Home Arena, Salt Lake City Zuschauer: 17.685 Schiedsrichter: Rodney Mott, Tre Maddox, Brett Nansel | ESPN2 |

| 30. September 2018 15:30 | boxscore | Sydney Kings                                         | 91 – 110 | Los Angeles Clippers                                          | Stan Sheriff Center, Honolulu Zuschauer: 6.911 Schiedsrichter: James Capers, Gary Zielinski, Karl Lane | ESPN2 |
| 30. September 2018 15:30 | boxscore | Punkte pro Viertel: 17:28, 37:31, 18:23, 19:28       |          |                                                               | Stan Sheriff Center, Honolulu Zuschauer: 6.911 Schiedsrichter: James Capers, Gary Zielinski, Karl Lane | ESPN2 |
| 30. September 2018 15:30 | boxscore | Punkte: Randle 25 Rebounds: Lisch 9 Assists: Lisch 6 |          | Punkte: Harris 20 Rebounds: Harris 11 Assists: drei Spieler 5 | Stan Sheriff Center, Honolulu Zuschauer: 6.911 Schiedsrichter: James Capers, Gary Zielinski, Karl Lane | ESPN2 |
| 30. September 2018 15:30 | boxscore |                                                      |          |                                                               | Stan Sheriff Center, Honolulu Zuschauer: 6.911 Schiedsrichter: James Capers, Gary Zielinski, Karl Lane | ESPN2 |

| 3. Oktober 2018 19:00 | boxscore | New Zealand Breakers                                    | 86 – 91 | Phoenix Suns                                         | Talking Stick Resort Arena, Phoenix Zuschauer: 7.183 Schiedsrichter: Bill Kennedy, CJ Washington, Scott Twardoski | ESPN2 |
| 3. Oktober 2018 19:00 | boxscore | Punkte pro Viertel: 20:28, 22:24, 20:25, 24:14          |         |                                                      | Talking Stick Resort Arena, Phoenix Zuschauer: 7.183 Schiedsrichter: Bill Kennedy, CJ Washington, Scott Twardoski | ESPN2 |
| 3. Oktober 2018 19:00 | boxscore | Punkte: Webster 27 Rebounds: Long 10 Assists: Webster 7 |         | Punkte: Ayton 21 Rebounds: Ayton 16 Assists: Ariza 6 | Talking Stick Resort Arena, Phoenix Zuschauer: 7.183 Schiedsrichter: Bill Kennedy, CJ Washington, Scott Twardoski | ESPN2 |
| 3. Oktober 2018 19:00 | boxscore |                                                         |         |                                                      | Talking Stick Resort Arena, Phoenix Zuschauer: 7.183 Schiedsrichter: Bill Kennedy, CJ Washington, Scott Twardoski | ESPN2 |

| 5. Oktober 2018 19:00 | boxscore | Adelaide 36ers                                             | 99 – 129 | Utah Jazz                                               | Vivint Smart Home Arena, Salt Lake City Zuschauer: 18.074 Schiedsrichter: Mark Ayotte, Gary Zielinski, CJ Washington | 9Go! |
| 5. Oktober 2018 19:00 | boxscore | Punkte pro Viertel: 31:28, 23:38, 32:28, 13:35             |          |                                                         | Vivint Smart Home Arena, Salt Lake City Zuschauer: 18.074 Schiedsrichter: Mark Ayotte, Gary Zielinski, CJ Washington | 9Go! |
| 5. Oktober 2018 19:00 | boxscore | Punkte: Sobey 23 Rebounds: Drmic 9 Assists: drei Spieler 4 |          | Punkte: Mitchell 18 Rebounds: Udoh 10 Assists: Ingles 7 | Vivint Smart Home Arena, Salt Lake City Zuschauer: 18.074 Schiedsrichter: Mark Ayotte, Gary Zielinski, CJ Washington | 9Go! |
| 5. Oktober 2018 19:00 | boxscore |                                                            |          |                                                         | Vivint Smart Home Arena, Salt Lake City Zuschauer: 18.074 Schiedsrichter: Mark Ayotte, Gary Zielinski, CJ Washington | 9Go! |

| 5. Oktober 2018 19:00 | boxscore | Melbourne United                                             | 82 – 120 | Toronto Raptors                                        | Scotiabank Arena, Toronto Zuschauer: 15.781 Schiedsrichter: Matt Boland, Eric Dalen, Sean Corbin | ESPN2 |
| 5. Oktober 2018 19:00 | boxscore | Punkte pro Viertel: 17:23, 22:34, 19:44, 24:19               |          |                                                        | Scotiabank Arena, Toronto Zuschauer: 15.781 Schiedsrichter: Matt Boland, Eric Dalen, Sean Corbin | ESPN2 |
| 5. Oktober 2018 19:00 | boxscore | Punkte: Goulding, Ware 17 Rebounds: Boone 11 Assists: Ware 5 |          | Punkte: Powell 21 Rebounds: Ibaka 12 Assists: Wright 5 | Scotiabank Arena, Toronto Zuschauer: 15.781 Schiedsrichter: Matt Boland, Eric Dalen, Sean Corbin | ESPN2 |
| 5. Oktober 2018 19:00 | boxscore |                                                              |          |                                                        | Scotiabank Arena, Toronto Zuschauer: 15.781 Schiedsrichter: Matt Boland, Eric Dalen, Sean Corbin | ESPN2 |

| 5. Oktober 2018 19:00 | boxscore | Perth Wildcats                                      | 88 – 96 | Denver Nuggets                                          | Pepsi Center, Denver Zuschauer: 9.812 Schiedsrichter: Josh Tiven, Jason Goldenberg, Nick Buchert | ESPN2 |
| 5. Oktober 2018 19:00 | boxscore | Punkte pro Viertel: 16:27, 25:24, 29:24, 18:21      |         |                                                         | Pepsi Center, Denver Zuschauer: 9.812 Schiedsrichter: Josh Tiven, Jason Goldenberg, Nick Buchert | ESPN2 |
| 5. Oktober 2018 19:00 | boxscore | Punkte: Cotton 33 Rebounds: Kay 8 Assists: Norton 4 |         | Punkte: Morris 15 Rebounds: Millsap 9 Assists: Morris 9 | Pepsi Center, Denver Zuschauer: 9.812 Schiedsrichter: Josh Tiven, Jason Goldenberg, Nick Buchert | ESPN2 |
| 5. Oktober 2018 19:00 | boxscore |                                                     |         |                                                         | Pepsi Center, Denver Zuschauer: 9.812 Schiedsrichter: Josh Tiven, Jason Goldenberg, Nick Buchert | ESPN2 |

## 2017
| 2. Oktober 2017 19:00 | boxscore | Sydney Kings                                               | 83 – 108 | Utah Jazz                                             | Vivint Smart Home Arena, Salt Lake City Zuschauer: 15.692 Schiedsrichter: Marc Davis, Kevin Scott, Randy Richardson | ESPN2 |
| 2. Oktober 2017 19:00 | boxscore | Punkte pro Viertel: 16:35, 31:23, 13:19, 23:31             |          |                                                       | Vivint Smart Home Arena, Salt Lake City Zuschauer: 15.692 Schiedsrichter: Marc Davis, Kevin Scott, Randy Richardson | ESPN2 |
| 2. Oktober 2017 19:00 | boxscore | Punkte: Ellis 19 Rebounds: Blanchfield 9 Assists: Leslie 3 |          | Punkte: Hood 18 Rebounds: Gobert 10 Assists: Ingles 5 | Vivint Smart Home Arena, Salt Lake City Zuschauer: 15.692 Schiedsrichter: Marc Davis, Kevin Scott, Randy Richardson | ESPN2 |
| 2. Oktober 2017 19:00 | boxscore |                                                            |          |                                                       | Vivint Smart Home Arena, Salt Lake City Zuschauer: 15.692 Schiedsrichter: Marc Davis, Kevin Scott, Randy Richardson | ESPN2 |

| 8. Oktober 2017 14:00 | boxscore | Melbourne United                                       | 85 – 86 | Oklahoma City Thunder                                     | Chesapeake Energy Arena, Oklahoma City Schiedsrichter: James Capers, Eric Dalen, Lauren Holtkamp | ESPN |
| 8. Oktober 2017 14:00 | boxscore | Punkte pro Viertel: 30:27, 14:22, 22:21, 19:16         |         |                                                           | Chesapeake Energy Arena, Oklahoma City Schiedsrichter: James Capers, Eric Dalen, Lauren Holtkamp | ESPN |
| 8. Oktober 2017 14:00 | boxscore | Punkte: Ware 20 Rebounds: Prather 10 Assists: Wesley 5 |         | Punkte: George 22 Rebounds: Adams 10 Assists: Westbrook 7 | Chesapeake Energy Arena, Oklahoma City Schiedsrichter: James Capers, Eric Dalen, Lauren Holtkamp | ESPN |
| 8. Oktober 2017 14:00 | boxscore |                                                        |         |                                                           | Chesapeake Energy Arena, Oklahoma City Schiedsrichter: James Capers, Eric Dalen, Lauren Holtkamp | ESPN |

| 13. Oktober 2017 19:00 | boxscore | Brisbane Bullets                                       | 93 – 114 | Phoenix Suns                                                     | Talking Stick Resort Arena, Phoenix Zuschauer: 8.297 Schiedsrichter: Derek Richardson, Mark Ayotte, Ron Garretson | ESPN |
| 13. Oktober 2017 19:00 | boxscore | Punkte pro Viertel: 12:38, 33:33, 23:20, 25:23         |          |                                                                  | Talking Stick Resort Arena, Phoenix Zuschauer: 8.297 Schiedsrichter: Derek Richardson, Mark Ayotte, Ron Garretson | ESPN |
| 13. Oktober 2017 19:00 | boxscore | Punkte: Trice 20 Rebounds: Kickert 10 Assists: Trice 5 |          | Punkte: Booker 31 Rebounds: Bender, Chandler 9 Assists: Booker 6 | Talking Stick Resort Arena, Phoenix Zuschauer: 8.297 Schiedsrichter: Derek Richardson, Mark Ayotte, Ron Garretson | ESPN |
| 13. Oktober 2017 19:00 | boxscore |                                                        |          |                                                                  | Talking Stick Resort Arena, Phoenix Zuschauer: 8.297 Schiedsrichter: Derek Richardson, Mark Ayotte, Ron Garretson | ESPN |